# 大王村
22°36′45″N 120°59′19″E / 22.612446°N 120.988495°E
大王村，是臺灣臺東縣太麻里鄉所轄的9個村之一，地理位置位於台東縣太麻里鄉中間。

## 社區現況
本村人口分布比率為原住民（排灣族為主，另有少數卑南族）及閩南人各佔40%、外省籍及客籍人士各佔10%，大部份為原住民聚落，聚落由大麻里、加拉班、利里武三個部落組成。

## 教育

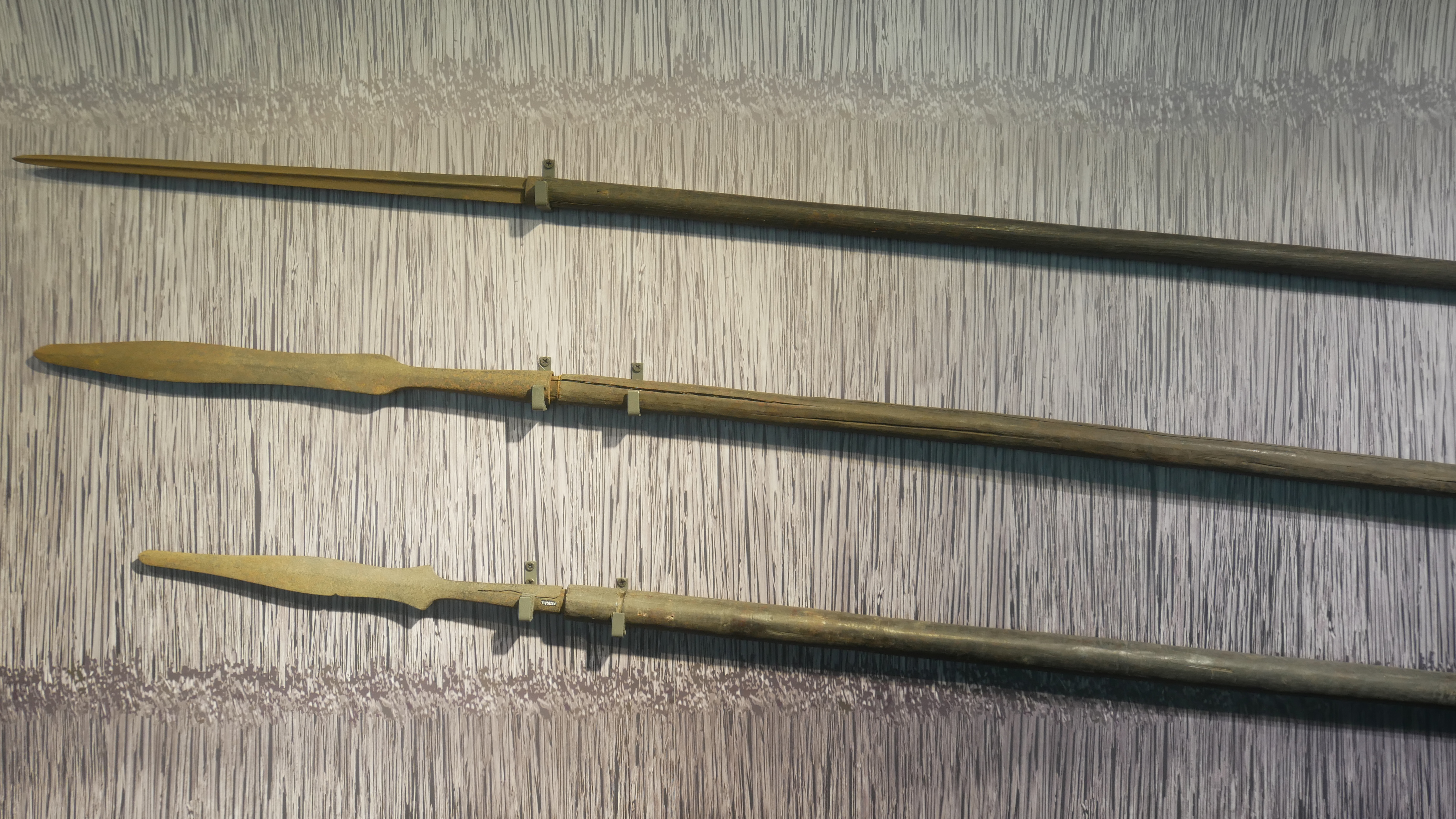
採集自大王村的排灣族太麻里社木槍

- 臺東縣太麻里鄉大王國民小學[3]
- 臺東縣立大王國民中學

## 交通

### 鐵路
臺灣鐵路管理局
- 南迴線
  - 太麻里車站

### 公路
- 台9線南迴公路

### 客運
- 東台灣客運